# Eudendrium bathyalis
Eudendrium bathyalis är en nässeldjursart som beskrevs av Marques och Calder 2000. Eudendrium bathyalis ingår i släktet Eudendrium och familjen Eudendriidae. Inga underarter finns listade i Catalogue of Life.